# Estanyet de Comaloforno
L'Estanyet de la Comaloforno és un llac que es troba en el terme municipal de la Vall de Boí, a la comarca de l'Alta Ribagorça, i dins la zona perifèrica del Parc Nacional d'Aigüestortes i Estany de Sant Maurici.

## Descripció

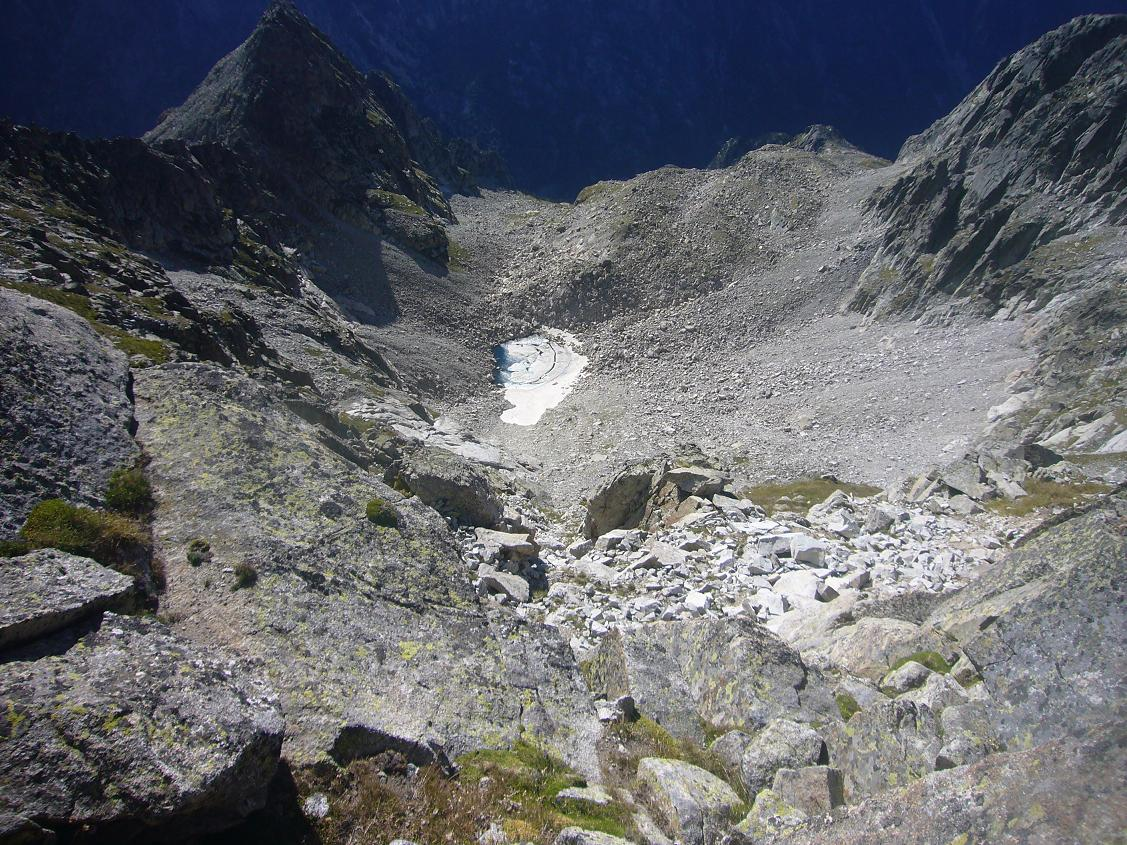
Estanyet de Comaloforno vist des del Pic de Comaloforno.

El llac, d'origen glacial, està situat a 2.633 metres d'altitud, a peus del Portell de Comaloforno. Envoltat per les verticals parets de les puntes de Lequeutre i de Passet, i els pics de Comaloforno i de Comalestorres, l'estanyet es troba al mig d'un minuscul circ que el rodeja uns 270° i que s'obre pel seu sector sud-oriental cap al Barranc de Comalestorres.

## Rutes[2]
El punt de sortida és Toirigo, just passat el pont de l'entrada al parc per Cavallers. La ruta s'enfila cap a l'oest buscant el Barranc de Llubriqueto, just damunt el salt de la Sallent, i on el camí gira al nord-oest per arribar al Pla de la Cabana. En aquest punt s'obren dues alternatives:
- Enfilar-se primer cap al nord, per virar després cap a ponent per anar a trobar l'Estany Gémena de Baix. Abans d'arribar-hi es va a buscar la carena que es troba a llevant i s'eleva direcció nord, on hi ha la Punta de Lequeutre i la Punta de Passet. Des de la serra es pot baixar a l'Estany de la Llosa, que és a llevant.
- Agafar el camí que, direcció est, voreja el Bony de la Carma pel sud; que gira després cap al nord, per vorejar l'extrem septentrional de la Coma de l'Estapiella; i continua finalment, rumb nord-nord-est, fins a trobar l'Estany de la Llosa.
Des de l'Estany de la Llosa es continua l'ascens cap al nord fins a arribar al nostre destí.